# 嵐三右衛門 (初代)
初代 嵐三右衛門（しょだい あらし さんえもん、旧字体：三右衛門1635年（寛永12年） - 1690年11月18日（元禄3年10月18日））は、元禄から享保にかけて大坂で活躍した歌舞伎役者。立役。本名は西崎 三右衛門（にしさき さんえもん）。
摂津国の尼崎出身。浪人の父と共に江戸に行き鈴木平左衛門の門人として役者になり、丸小三右衛門を名乗る。
役者として大成したのは寛文年間のことで、『小夜嵐』で踏んだ丹前六方が評判になり、外に出ればいつも人から「小夜嵐の三右衛門」と言われるほどの評判となった。そこで名跡の姓の部分「丸小」をこの「嵐」と差し替えて「嵐三右衛門」を名乗った。
延宝4年（1676年）に京へ上ぼるが、天和2年（1682年）に大坂に戻っている。以後、主に大坂に歌舞伎の芝居を定着させることに貢献、のちに京都で元禄歌舞伎を開花させた初代坂田藤十郎とともに、上方歌舞伎の創始者として名を連ねるようになる。その人気は「三右衛門の芝居と天王寺の塔を見なければ上方見物の土産話にならない」と旅人に言わせるほどのものだったという。
職人の所作や、立役二枚目を得意とした。
子に二代目三右衛門がいる。